# Dolicharthria
Dolicharthria är ett släkte av fjärilar som beskrevs av Stephens 1834. Dolicharthria ingår i familjen mott.
Släktet innehåller bara arten Dolicharthria punctalis.

## Bildgalleri

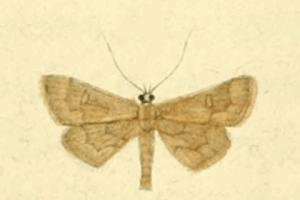
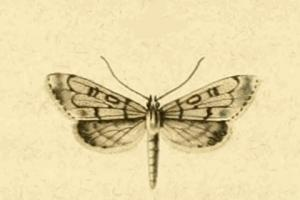
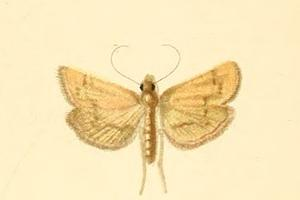
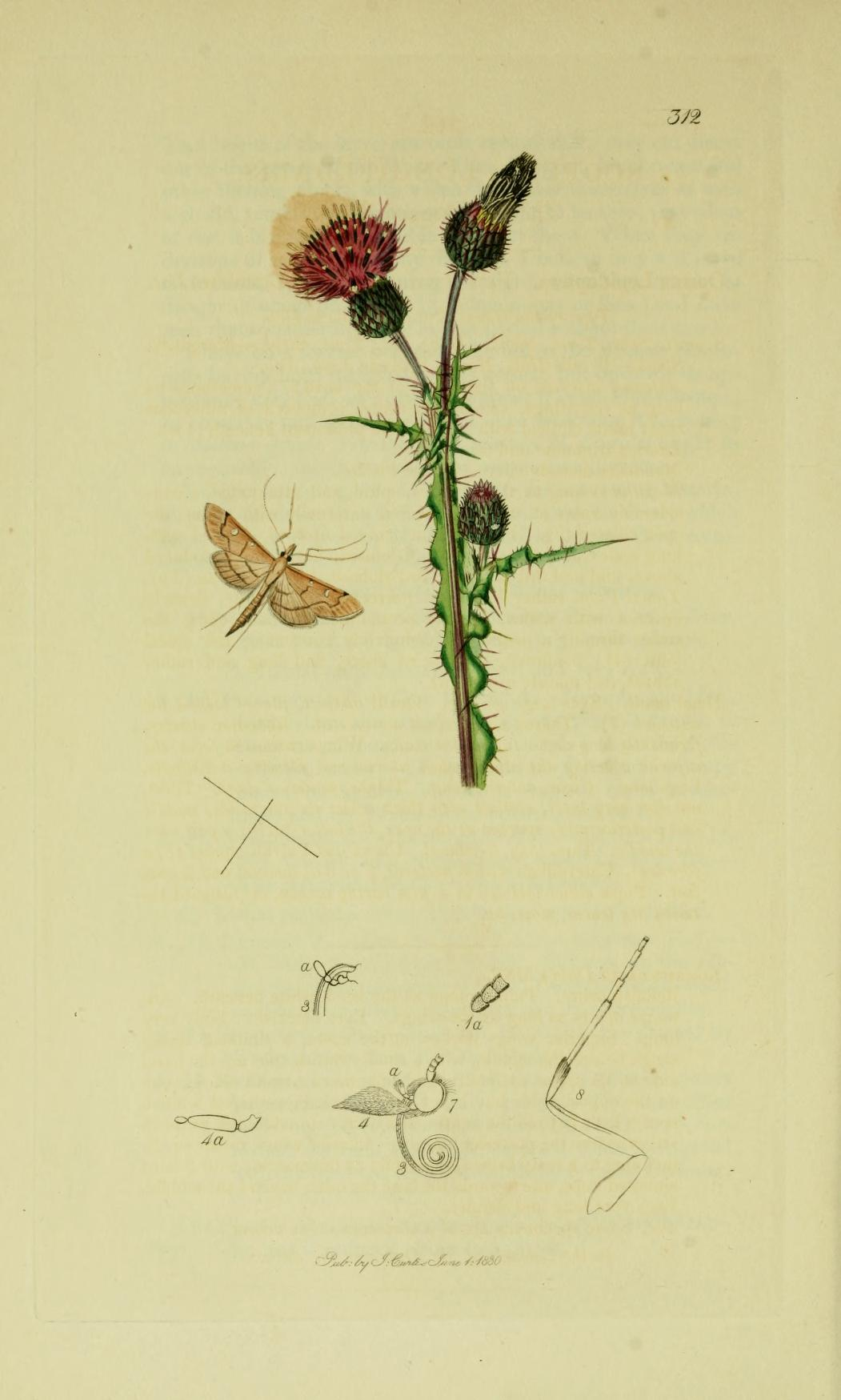